# Sanctanus sonorus
Sanctanus sonorus är en insektsart som beskrevs av Delong och Hershberger 1946. Sanctanus sonorus ingår i släktet Sanctanus och familjen dvärgstritar. Inga underarter finns listade i Catalogue of Life.